# Bariba Niaek
Bariba Niaek is een bestuurslaag in het regentschap Tapanuli Utara van de provincie Noord-Sumatra, Indonesië. Bariba Niaek telt 697 inwoners (volkstelling 2010).